# Nikos Chatzīvrettas
Nikolaos Chatzīvrettas, detto Nikos (in greco Νίκολαος "Νίκος" Χατζηβρέττας?; Salonicco, 26 maggio 1977), è un ex cestista greco.
Alto 197 cm per 95 kg, giocava come guardia.

## Carriera
È cresciuto nelle giovanili dell'Īraklīs Salonicco, debuttando in prima squadra nel 1997. Nel 2002, dopo aver giocato l'All Star Game e vinto la classifica marcatori del campionato greco, è stato ceduto al CSKA Mosca, dove è rimasto due stagioni. In Russia ha vinto il campionato 2002-03. È tornato in Grecia nel 2004, acquistato dal Panathinaikos. Con la squadra ateniese ha vinto l'Eurolega nel 2007, oltre a tre titoli nazionali e tre coppe di Grecia.
Dal 2003 è nel giro della nazionale maggiore. Ha partecipato all'Europeo 2003 e all'Olimpiade 2004. Ha vinto l'Europeo del 2005, l'argento al Mondiale nel Campionato mondiale maschile di pallacanestro 2006 e nel 2007 è stato convocato per gli Europei in Spagna.
Nel giugno 2009 si trasferisce all'Aris Salonicco.

## Palmarès

### Squadra
- Campionato greco: 6

Panathinaikos: 2003-04, 2004-05, 2005-06, 2006-07, 2007-08, 2008-09
- Campionato russo: 1

CSKA Mosca: 2002-03
- Coppa di Grecia: 5

Panathinaikos:	2004-05, 2005-06, 2006-07, 2007-08, 2008-09
- Eurolega: 2

Panathinaikos: 2006-07, 2008-09

### Individuale
- A1 Ethniki MVP finali: 1

Panathīnaïkos: 2003-04